# Trachylepis boettgeri
Trachylepis boettgeri (мабуя Беттгера) — вид сцинкоподібних ящірок родини сцинкових (Scincidae). Ендемік Мадагаскару. Вид названий на честь німецького герпетолога Оскара Беттгера.

## Поширення і екологія
Мабуї Беттгера мешкають на сході Центрального нагір'я на острові Мадагаскар. Вони живуть на високогірних луках, пустищах і болотах. Зустрічаються на висоті від 890 до 2000 м над рівнем моря. Ведуть наземний, денний спосіб життя.